# Brian Peckford
Alfred Brian Peckford (* 27. August 1942 in Whitbourne, Neufundland) ist ein kanadischer Politiker.

## Biografie
Peckford, der zunächst Mitglied der Liberalen Partei war, wurde 1969 Mitglied der Progressiv-konservativen Partei Kanadas (PC) und für deren Parteigruppierung Progressive Conservative Party of Newfoundland and Labrador (PCP-NL) 1972 zum Mitglied des Abgeordnetenhauses von Neufundland und Labrador (Newfoundland and Labrador House of Assembly) gewählt. Zugleich wurde er Sonderassistent des Premierministers von Neufundland und Labrador Frank Moores.
1974 ernannte ihn Premierminister Moores zum Minister für Kommunalangelegenheiten und Wohnungsbau (Minister of Municipal Affairs and Housing) und nach einer Kabinettsumbildung 1976 zum Minister für Bergbau und Energie (Minister of Mines and Energy). Zusätzlich übernahm er 1978 das Amt des Ministers für Ländliche Entwicklung (Minister of Rural Development). Der von Beobachtern als selbstbewusst und zum Teil als dreist beschriebene Peckford erreichte landesweit Bekanntheit, als er als Bergbau- und Energieminister die Vorschriften für die Erdöl- und Erdgas-Entwicklungen der Provinz aushandelte und umsetzte. Diese waren so drastisch, dass die multinationalen Ölkonzerne ihre Explorationen beendeten. Peckford vertrat jedoch den Standpunkt, dass die Vorkommen der Provinz früher oder später auch unabhängig von den Kosten nachgefragt würden und tatsächlich wurde die küstennahe Exploration bereits 1979 wieder aufgenommen.
Auf dem Parteitag der PCP-NL wurde er am 17. März 1979 als Nachfolger des zurückgetretenen Moores zum Vorsitzenden der Provinzpartei gewählt und übernahm von diesem am 26. März 1979 auch das Amt des Premierministers von Neufundland und Labrador. Unmittelbar danach rief er Neuwahlen aus, die am 8. Juni 1979 stattfanden und in denen die PCP-NL die Liberal Party of Newfoundland and Labrador (LPNL) unter deren Spitzenkandidaten Don Jamieson deutlich schlug. Während die PCP-NL 33 der 52 Abgeordnetenmandate erhielt, bekam die LPNL die verbleibenden 19 Sitze bekam. Dabei konnten beide Parteien Zugewinne verzeichnen, da die bisher fünf Abgeordneten der Newfoundland Reform Liberal Party nicht mehr im Parlament vertreten waren.
Während seines Wahlkampfes versprach er mehr Aufmerksamkeit für die Labrador-Halbinsel, dem Festlandteil der Provinz, sowie Programme für die Erhaltung und Förderung der Kultur Neufundlands. Als Premierminister führte er Finanzprogramme mit einer deutlichen sozialpolitischen Komponente ein. Darüber hinaus führte er eine erbitterte Schlacht mit den Liberalen des kanadischen Premierministers Pierre Trudeau um das Kontrollrecht über die Meeresressourcen Erdöl und Fisch vor der Küste Neufundlands.
Nach der Wahl seines konservativen Parteifreundes Brian Mulroney zum kanadischen Premierminister setzte Peckford die Gespräche fort und es gelang ihm 1984 die sogenannte Atlantische Übereinstimmung (Atlantic Accord), die nach seiner Ansicht Neufundland einen fairen Anteil sowie Kontrolle über die küstennahen Meeresressourcen einräumte.
Nach zehnjähriger Amtszeit trat er am 22. März 1989 als Premierminister der Provinz zurück und übergab das Amt an Thomas Rideout.
Die Kanadische Charta der Rechte und Freiheiten entstand unter seiner Mitwirkung. 2022 betrieb er eine Verfassungsklage gegen die kanadische Regierung wegen deren Flugverboten für Ungeimpfte.
Nach seinem Ausscheiden aus der Politik war Peckford in der Privatwirtschaft als Inhaber einer Consultingfirma tätig.